# Michal Šalomoun
Michal Šalomoun (* 21. října 1974 Třebíč) je český advokát provozující praxi v Třebíči a Moravských Budějovicích, autor několika publikací v oboru autorského práva a ochrany osobnosti, od prosince 2021 do října 2024 byl ministrem pro legislativu a předsedou Legislativní rady vlády ve vládě Petra Fialy. V letech 2011 až 2014 byl zastupitelem a radním města Třebíč, nestraník za Věci veřejné. Zabývá se autorským právem v umění.

## Život
Vystudoval Gymnázium Třebíč (1989–1992). Následně absolvoval činoherní režii na Divadelní fakultě Janáčkovy akademie múzických umění v Brně (1992–1999) a získal titul magistr umění (MgA.). Souběžně s JAMU studoval Právnickou fakultu Masarykovy Univerzity v Brně (1997–2002). Vysokoškolské vzdělání dosáhl v magisterském studijním programu Právo a právní věda a ziskem titulu magistr (Mgr.).
V roce 2003 vykonal státní rigorózní zkoušku v oboru Právo na Právnické fakultě MU v Brně. Jeho rigorózní práce s názvem Právní ochrana názvů, postav a příběhů uměleckých děl v teorii a praxi vyšla knižně u nakladatelství C. H. Beck. Po vykonání rigorózní zkoušky získal titul doktora práv (JUDr.). V letech 2006–2011 studoval v doktorském studijním programu na Právnické fakultě MU v Brně. Jeho disertační práce s názvem Právní aspekty humoru vyšla v roce 2011 knižně u nakladatelství C. H. Beck. Po vykonání státní doktorské zkoušky získal titul Ph.D.
S Právnickou fakultou MU v Brně dále příležitostně spolupracuje jako externí vyučující nebo člen výzkumného týmu.
V letech 2003–2005 pracoval jako právník sekretariátu ředitelky nově vznikajícího Krajského úřadu kraje Vysočina. Od roku 2005 působil v advokacii v advokátní kanceláři Rostislava Kováře v Třebíči. Od roku 2008 je samostatným advokátem s kanceláří v Třebíčí a v Moravských Budějovicích. S Rostislavem Kovářem spolupracuje i nadále, kdy právní služby jsou poskytovány pod společnou hlavičkou Kovář & Šalomoun.
V průběhu advokátní praxe byl rozhodnutím ČAK určen nástupcem advokátky Aleny Novotné, která působila v Moravských Budějovicích, a byla vyškrtnuta z ČAK, protože se stala soudkyní na Obvodním soudě pro Prahu 1.
Michal Šalomoun žije v třebíčské části Podklášteří.

## Politické působení
V komunálních volbách v roce 2010 kandidoval jako nestraník za stranu Věci veřejné do Zastupitelstva města Třebíč, ale neuspěl (skončil jako třetí náhradník). V červnu 2011 se však jeho stranický kolega odstěhoval z města a první dva náhradníci místo zastupitele nepřijali. Stal se tak novým zastupitelem a radním města. V komunálních volbách v roce 2014 post zastupitele města obhajoval jako nestraník za hnutí Ta naše Třebíč (TnT), ale neuspěl.
Ve volbách do Poslanecké sněmovny PČR v roce 2017 kandidoval jako nestraník za Piráty na 2. místě kandidátky v Kraji Vysočina. Neuspěl, ale skončil jako první náhradník. Ve volbách do Senátu PČR v roce 2018 kandidoval v obvodu č. 53 – Třebíč jako nestraník za Piráty. Podpořila ho i TOP 09. Se ziskem 13,60 % hlasů skončil na 3. místě.
Ve volbách do Evropského parlamentu v květnu 2019 kandidoval jako nestraník na 13. místě kandidátky Pirátů, ale nebyl zvolen. Nicméně od voličů obdržel celkem 2 344 preferenčních hlasů a stal se tak nejúspěšnějším kandidátem v Třebíči. V krajských volbách v roce 2020 kandidoval opět jako nestraník za Piráty do Zastupitelstva Kraje Vysočina na předposledním místě kandidátky, zvolen nebyl.
V listopadu 2021 se stal kandidátem Pirátů na post ministra pro legislativu ČR ve vznikající vládě Petra Fialy (tj. koalice SPOLU a PirSTAN). V polovině prosince 2021 jej do této funkce prezident ČR Miloš Zeman jmenoval, a to na zámku v Lánech.
Na začátku října 2024 podal demisi poté, co členové Pirátů rozhodli při hlasování na pirátském fóru o odchodu z vlády. Stalo se tak poté, co premiér Petr Fiala o několik dní dříve odvolal z funkce ministra pro místní rozvoj a předsedu pirátské strany Ivana Bartoše. Šalomoun ve funkci ministra pro legislativu skončil k 11. říjnu 2024. Ve funkci ministra pro legislativu jej nikdo nenahradil, předsedou Legislativní rady vlády se pak stal ministr spravedlnosti Pavel Blažek. Po skončení mandátu by se měl vrátit k práci advokáta, kterou musel jako ministr opustit.